# Werner Stuber
Werner Mortimer Stuber (Berna, 27 de janeiro de 1900 - 7 de fevereiro de 1957) foi um ginete suíço, especialista em saltos, medalhista olímpico.

## Carreira
Werner Stuber representou seu país nos Jogos Olímpicos de 1924 e 1928, na qual conquistou a medalha de prata nos saltos por equipes, em 1924.